# Större getingfluga
Större getingfluga (Chrysotoxum fasciolatum) är en tvåvingeart som först beskrevs av De Geer 1776.  Större getingfluga ingår i släktet getingblomflugor, och familjen blomflugor. Arten är reproducerande i Sverige. Inga underarter finns listade i Catalogue of Life.